# 大叶德钦杨
大叶德钦杨（学名：Populus haoana var. megaphylla）为杨柳科杨属下的一个变种。

## 扩展阅读
- 維基物種上的相關：大叶德钦杨